# Ali Baba and the Forty Thieves
Alí Babá y los 40 ladrones (Ali Baba and the Forty Thieves, título original en inglés) es una película de aventuras de 1944 protagonizada por María Montez, Jon Hall y Turhan Bey, y dirigida por Arthur Lubin. La película se inspira en el relato de Las mil y una noches, pero la historia se aparta mucho de la original e incluye un acontecimiento histórico real. La película forma parte de las series de cuentos "exóticos" lanzados por Universal Pictures durante los años de guerra. Otros títulos incluyen las mil y una noches (Arabian NIghts, 1942), La salvaje blanca (White Savage,1943) y La reina de Cobra (Cobra Women, 1944).
La historia tiene lugar en Persia, sin embargo, Jamiel iza la shahada, que es 1) la bandera tradicional de Arabia Saudí, y 2) la bandera que aparece en la historia original de Alí Babá.

## Argumento
La historia comienza justo después de la exitosa conquista mongola de Bagdad por Hulagu (Kurt Katch). El califa Hassan (Moroni Olsen) ha escapado del cautiverio, junto con su joven hijo Alí (Scotty Beckett), y se preparan para reagrupar lo que queda de sus tropas. Durante su estancia en la mansión del príncipe Cassim (Frank Puglia), Alí y Amara (Yvette Duguay), la hija de Cassim, por temor a no volver a verse, se desposan ellos mismos a través de un pacto de sangre.
Mientras el califa se prepara para salir, Cassim lo detiene en el último momento. Esto, sin embargo, es el inicio de una emboscada tendida por los mongoles, a quien el cobarde príncipe había jurado lealtad; el califa y su séquito son masacrados, sólo escapa Alí. Solo y perdido en el desierto, se encuentra con una montaña donde ve un grupo de jinetes salir de una cueva oculta. Diciendo la famosa frase «¡Ábrete sésamo!» entra en la cueva y la encuentra llena de tesoros. A su regreso, los 40 ladrones encuentran al joven dormido en su escondite. Al enterarse de que es el hijo del califa, e impresionados por su coraje y determinación, los ladrones le permiten quedarse, y su líder, el viejo Babá (Fortunio Bonanova), lo adopta como su hijo, Alí Babá.
Diez años más tarde, la banda de ladrones se ha convertido en un grupo de combatientes de resistencia al estilo de Robin Hood, asaltando a los mongoles y dándoselo al pueblo pobre y oprimido. Un día, se enteran de que una caravana que lleva la nueva esposa de Khan a Bagdad, lo que parece ser una presa rica y aparentemente débilmente protegida. Alí (Jon Hall), ahora un hombre adulto, no obstante sospecha y decide explorar la primera caravana, junto con su 'niñero' Abdullah (Andy Devine). La novia resulta ser Amara (María Montez), la hija de Cassim, que se va a casar con el Khan a fin de consolidar la relación de Cassim con los mongoles.
Mientras tanto, Amara decide tomar un baño en el oasis, donde se encuentra con Alí (sin reconocerse el uno al otro). Teniéndola a ella como una simple sirvienta y haciéndose pasar por un viajero, le pregunta acerca de la caravana, luego, sobre sí misma. Como la caravana está fuertemente custodiada, Alí es emboscado y capturado, mientras que Abdullah escapa. Al enterarse de que la "criada" es la prometida del Khan (el nombre de ella no se menciona), Alí la maldice por su supuesta traición. Herida por sus palabras y en medio de una creciente admiración por él y por su causa, le pide a su criado y guardaespaldas, Jamiel (Turhan Bey), que le de a Alí un poco de agua para el viaje.
En Bagdad, Alí es presentado al Khan, a pesar de que no es reconocido como el líder de los 40 ladrones, y atado a una picota en la plaza del palacio para ser ejecutado públicamente al día siguiente. Cassim lo visita en privado y descubre la verdadera identidad de Alí, pero guarda el secreto. Poco después, los ladrones planean un rescate, pero el Viejo Baba es herido de muerte; Amara, que fue a ver a Alí para aclarar el malentendido entre ellos, es secuestrada, y Jamiel corta personalmente las ataduras de Alí soltándolo. Los ladrones se refugian en la cueva que se abre al grito de «¡Ábrete sésamo!».
Al día siguiente, los ladrones capturaron a Jamiel, quien los estaba siguiendo. Alí lo reconoce como un amigo; Jamiel, que jura lealtad a Alí Babá, es enviado como espía al palacio. Su primera tarea es entregar una nota de rescate para el Khan: a cambio de su novia, Hulagu Khan debe entregar al traidor Cassim. Los ladrones proceden a la mansión Cassim para esperar la llegada del traidor. Cuando Amara entra en el jardín, Alí la reconoce como su amor perdido, y sus sentimientos hacía ella despiertan de nuevo, él decide ponerla en libertad sin esperar a su padre. Sin embargo, esto despierta la ira de su banda, pero todavía siguen siendo leales a él.
Cuando Amara regresa a Bagdad, su padre le confiesa la verdadera identidad de Alí a ella y al Khan. Hulagu Khan decide celebrar la boda de inmediato; Amara se niega, pero su padre, que está siendo torturado ante sus ojos (en realidad, una treta) la obliga a darle el sí al Khan. Jamiel se lo notifica a Alí, quien decide liberar a su amor. Con el fin de llegar al palacio desapercibido, elabora un plan para hacerse pasar por un mercader de Basora, que lleva cuarenta frascos enormes de petróleo como regalo de bodas. Jamiel vuelve al palacio para contarle el plan a Amara, pero capturan a uno de sus sirvientes eavesdropping. Entonces Amara notifica a Cassim y Khan, quienes deciden darle la bienvenida a Alí en una manera apropiada.
El día de la boda, Alí aparece como el comerciante y es admitido en calidad de invitado. Durante  un interludio, aparecen bailarines espadachines, quienes primero realizan su rutina y de repente clavan sus espadas en las jarras. Sin embargo, los frascos contienen sólo arena, al ser descubierto el plan original, Alí había decidió hacer algunos cambios: la mayoría de los ladrones vinieron disfrazados entre la multitud, y algunos otros fueron escondidos en tarros que no fueron llevados ante el Kan.
Hulagu Khan mata a Cassim por su fracaso en la ejecución de Alí, pero luego Jamiel manda a la rebelión mediante el envío de guardias de Alí con sus cuchillos para lanzar. Mientras que los ladrones atacan a los guardias del palacio, él y Amara abren las puertas a la turba, quienes toman por asalto y dominan a los mongoles. Hulagu Khan es asesinado por Abdullah, mientras este se preparaba para terminar con Alí, y como un signo de victoria Jamiel se sube a la torre más alta e iza la bandera de Arabia.

## Reparto
- María Montez - Amara
- Jon Hall - Alí Babá
- Turhan Bey - Jamiel
- Andy Devine - Abdullah
- Kurt Katch - Hulagu Khan
- Frank Puglia - Príncipe Cassim
- Fortunio Bonanova - Viejo Babá
- Moroni Olsen - Califa Hassan
- Ramsay Ames - Nalu
- Chris-Pin Martin - Ladrón gordo
- Scotty Beckett - Alí Babá cuando niño
- Yvette Duguay - Amara cuando niña
- Noel Cravat - Capitán mongol
- Jimmy Conlin - Ladronzuelo
- Harry Cording - Mahmoud